# Muhàrram
Muhàrram (àrab: محرم, muḥarram) és el primer mes del calendari musulmà i té 30 dies. És un dels més sagrats de l'any, sobretot pels xiïtes, que hi celebren l'Aixura, i certs musulmans fan un dejuni durant tota la seva durada. El nom prové de la paraula haram, que vol dir ‘prohibit (per motius religiosos)’, i durant aquest mes està interdit lluitar (així com durant els mesos de ràjab, dhu-l-qada i dhu-l-hijja).
El primer dia se celebra l'Any Nou islàmic. Però és sobretot el desè dia que és molt important, especialment en el món xiïta, que commemora la batalla de Karbala en què va morir el fill d'Alí, l'imam al-Hussayn. Aquesta commemoració arriba al seu punt culminant el dia 10, dia de l'Aixura.
Les festivitats de l'Aixura també se celebren en diferents parts del món sunnita, especialment al nord d'Àfrica, on tenen una connotació clarament joiosa, més connectades amb les festes de l'any que amb el dol de Muhàrram per Al-Hussayn ibn Alí ibn Abi-Tàlib, net del Profeta. Hi ha diverses explicacions per a aquesta celebració fora del món xiïta: d'un cantó es commemora el pas del Mar Roig per Moisès, quan va fugir del faraó; igualment es considera que el desè dia de muhàrram és quan Déu va crear Adam, el primer humà.
Els xiïtes practiquen un dejuni estricte durant el primers deu dies del mes, i sovint fins i tot els sunnites celebren el dia de l'Aixura pel dejuni, encara que en aquest cas es tracta d'un dejuni voluntari i no obligatori, com durant el mes de ramadà.

## Dates assenyalades
- 1 de muhàrram, celebració de l'Any Nou per alguns musulmans.
- 2 de muhàrram, els xiïtes comencen a preparar el Recordatori de muharram, i commemoren l'entrada d'al-Hussayn ibn Alí a Karbala.
- 7 de muhàrram, Yazid I va prohibir a al-Hussayn l'accés a l'aigua potable.
- 10 de muhàrram, Aixura, dia de la mort d'al-Hussayn. Pels xiïtes és un dia de lamentacions i els sunnites fan en general un dejuni.
- 25 de muhàrram, mort de l'imam xiïta Alí Zayn-al-Abidín.

| Mesos del calendari musulmà |
| --- |
| muhàrram • sàfar • rabí al-àwwal • rabí al-àkhir • jumada al-ula • jumada al-àkhira • ràjab • xaban • ramadà • xawwal • dhu-l-qada • dhu-l-hijja |